# Asmicridea grisea
Asmicridea grisea là một loài Trichoptera trong họ Hydropsychidae. Chúng phân bố ở miền Australasia.